# La prescelta e l'erede
La prescelta e l'erede è un romanzo fantasy scritto da Jacqueline Carey. È il seguito di Il dardo e la rosa e il secondo volume della Trilogia di Kushiel.

## Trama del romanzo
In questo secondo volume della Trilogia di Kushiel il sospetto di una nuova congiura in Terre d'Ange e il desiderio di rompere la maledizione che imprigiona il suo amico Hyacinthe spingeranno Phèdre nó Delaunay a giungere sino a Caerdicca Unitas per trovare la più conosciuta traditrice di Terre d'Ange, Melisande Shahrizai.

### La ricerca di Melisande
Il dardo e la rosa, il primo libro della Trilogia di Kushiel, termina con l'arrivo di un regalo misterioso a Montrève, la tranquilla tenuta estiva della contessa Phèdre nó Delaunay. La prescelta e l'erede riprende da qui, subito dopo che un mercante italiano si presenta da Phèdre con il suo mantello sangoire, indossato per l'ultima volta quando venne tradita da Melisande Shahrizai, la bellissima ma, manipolatrice e mortale, discendente di Kushiel. Phèdre decide quindi di scoprire come Melisande scappò da Troyes-le-Mont, la fortezza dove era stata rinchiusa durante la decisiva battaglia per le sorti di Terre d'Ange.
Con i suoi cavalieri, Remy, Fortun and Ti-Phillipe (i cosiddetti Ragazzi di Phèdre), e il suo innamorato e difensore Joscelin Verreuil, confratello Cassiliano, Phèdre ritorna alla Città di Elua, per riprendere il servizio a Namaah nella speranza di scoprire dove si trova Melisande e che cosa stia tramando. Sfortunatamente il suo ritorno al servizio di Namaah provoca una frattura nel suo rapporto con Joscelin Verreuil, il quale è sempre più interessata dall religione Habiru degli Yeshuiti.
Una delle sue assegnazioni come serva di Namaah è il principe mezzo angeline, Severio Stregazza. La famiglia Stregazza è la famiglia del Doge nella Serenissima ed è alleata tramite matrimonio a Casa La Courcel. Phèdre ha anche un'assegnazione con Nicola L'Envers y Aragon, una angeline sposata con il fratello del re d'Aragonia alla quale dona il Pegno dell'Amante. Nicola in cambio le dà la parola d'ordine della dinastia L'Envers, un comando che sovrasta qualsiasi altro e dev'essere seguito in modo assoluto senza domande da tutti gli appartenenti a Casa L'Envers.

### La Serenissima e la ricerca delle guardie
Trovandosi solo davanti a strade senza uscita Phèdre decide di raggiungere La Serenissima in Caerdicca Unitas, per riuscire a trovare le guardie scomparse di Troyes-le-Mont. Mentre si trova qui viene nuovamente corteggiata da Severio Stregazza e scopre della corruzione all'interno del tempio di Asherat-del-Mare. Phèdre scopre anche che il principe Benedicte de la Courcel si è risposato. Sua moglie è una donna angeline la cui intera famiglia è morta nella guerra con la Skaldia. La donna ha preso il velo di Asherat-del-Mare, la religione de La Serenissima, come simbolo di costante dolore per la loro perdita. Lei e Benedicte de la Courcel hanno avuto un figlio appena nato e vivono entrambi alla "Piccola Corte" - l'ambasciata di Terre d'Ange ne La Serenissima. Dopo aver scoperto delle informazioni cruciali, Phèdre decide di andare a riferire al principe Benedicte de la Courcel di cosa è venuta a conoscenza e che ritiene che possa esserci un complotto nei confronti della regina Ysandre de la Courcel. La sera prima del loro incontro scoppia un litigio tra Phèdre e Joscelin e quest'ultimo se ne va. La mattina, al suo incontro privato con il principe scopre che la nuova misteriosa moglie del principe Benedicte è Melisande. Melisande dice a Phèdre che ucciderà la regina Ysandre quando questa verrà in visita a Caerdicca Unitas durante l'estate. Questo significa che Benedicte de la Courcel, come membro successivo della casa reale, erediterà il trono e dichiarerà il suo figlio di puro sangue angeline erede al trono.

### La Dolorosa e la fuga
Le scoperte di Phèdre costringono Melisande a mandarla nella prigione dell'isola La Dolorosa, dove i continui mormorii luttuosi di Asherat-del-Mare la faranno impazzire. Durante la prigionia Melisande le fa visita e le offre un'alternativa a La Dolorosa: la sua torre di prigionia privata. A Phèdre viene data una notte per rifletterci quando suona l'allarme della Dolorosa. Nella fortezza è penetrato Joscelin Verreuil in un tentativo di salvare Phèdre. Sfortunatamente Phèdre cade da una scogliera ed è risucchiata dalle onde. Mentre sta annegando tra le incalzanti onde Phèdre fa voto ad Asherat-del-Mare di ripulire il suo tempio dalla corruzione se quest'ultima le fa salva la vita. Le onde allora la riportano in superficie assieme ad un pezzo di legno alla quale lei possa attaccarsi.
La mattina viene soccorsa da una nave pirata Illyra il cui comandante Kazan Atribades è soggetto ad una maledizione e suggerisce che possano chiedere un riscatto per lei a Terre d'Ange. I pirati provano a chiedere il riscatto ma vengono intercettati dalle sentinelle della Serenissima che prendono metà della ciurma in ostaggio e chiedono in cambio Phèdre. I pirati, dopo aver riaviuto la metà della loro ciurma riescono a non consegnare Phèdre e a fuggire. I viaggi di Phedrè la conducono in Illyria, a Kriti, e alla città di Epidauro dove cerca di mandare una lettera alla Lady di Marsilikos. I suoi tentativi sono vani ma riesce a mandare una lettera a Barquiel L'Envers, nella quale usando la parola d'ordine di Casa L'Envers gli chiede di chiudere i cancelli e serrare le porte per impedire a chiunque l'accesso alla Città di Elua in modo che nessuno possa insidiarla mentre Ysandre si trova a La Serenissima.

### La rovina
Phèdre riesce infine ad intrufolarsi a La Serenissima e trova Joscelin nel quartiere Yeshuita della città. Una volta assieme Joscelin riesce ad uccidere la guardia cassiliana che avrebbe dovuto assassinare Ysandre. Il principe Benedicte de la Courcel viene condannato a morte e Melisande è scoperta. Melisande non viene comunque arrestata in quanto il tempio di Asherat le garantisce asilo. Il figlio di Melisande non si riesce a trovare e Melisande si rifiuta di dire dove lo abbia mandato.
Non è ancora però tutto risolto. Melisande ha spedito corrieri su cavalli veloci con destinazione la Città di Elua per spargere la voce della morte di Ysandre. Grazie al messaggio inviato da Phèdre però Barquiel de L'Envers ha chiuso la città e questa non può quindi essere presa, la zona circostante però sì e allora la città è messa sotto assedio. Ysandre si affretta a tornare in Terre d'Ange e alla Città di Elua per smentire le voci sulla sua morte, e per farlo, getta le monete che portano la sua immagine alla folla e ai soldati. Ysandre riesce infine a riconquistare il trono di Terre d'Ange e i congiurati vengono arrestati.
Il romanzo si conclude con la tanto attesa dichiarazione di Joscelin come formale consorte di Phèdre da parte di quest'ultima e della nomina da parte di Ysandre di "Campione della Regina".